# Tapinocyba pontis
Tapinocyba pontis là một loài nhện trong họ Linyphiidae.
Loài này thuộc chi Tapinocyba. Tapinocyba pontis được Ralph Vary Chamberlin miêu tả năm 1949.